# دافيد غوبا
دافيد غوبا هو لاعب كرة قدم سلوفاكي في مركز الهجوم، ولد في 29 يونيو 1991 في هوميني في سلوفاكيا. شارك مع منتخب سلوفاكيا تحت 15 سنة لكرة القدم ومنتخب سلوفاكيا تحت 17 سنة لكرة القدم ومنتخب سلوفاكيا تحت 18 سنة لكرة القدم ومنتخب سلوفاكيا تحت 19 سنة لكرة القدم ومنتخب سلوفاكيا تحت 21 سنة لكرة القدم. أما مع النوادي، فقد لعب مع نادي ترنتشين ونادي جيلينا.

## وصلات خارجية
- دافيد غوبا على موقع قاعدة بيانات كرة القدم.إي يو (الإنجليزية)
- دافيد غوبا على موقع Soccerway.com (الإنجليزية)